# Frontera Rivera
Frontera Rivera Fútbol Club jest urugwajskim klubem piłkarskim z siedzibą w mieście Rivera, stolicy departamentu Rivera, w dzielnicy Rivera Chico.

## Osiągnięcia
- Awans do pierwszej ligi Primera División Uruguaya: 1998

## Historia
Klub powstał 23 września 1973 roku w wyniku fuzji dwóch klubów z miasta Rivera – Club Atlético Frontera (założony 2 czerwca 1944) oraz klubu Club Sportivo Rivera Chico (założony 1 października 1932). Początkowo klub nazywał się Club Social y Deportivo Frontera Rivera Chico, a od 1998 roku Club Social y Deportivo Frontera Rivera. Wkrótce zmienił nazwę na obecnie obowiązującą Frontera Rivera Fútbol Club. Klub grał w pierwszej lidze, z której spadł w roku 2000. Obecnie występuje w lidze regionalnej Liga Departamental de Fútbol de Rivera (mistrzowie lig regionalnych w Urugwaju rozgrywają turniej, który wyłania kluby prowincjonalne awansujące do drugiej ligi urugwajskiej Segunda división uruguaya).
W klubie dwukrotnie - w latach 1994–1995 i 1997–2000 – występował dwukrotny uczestnik finałów mistrzostw świata Rubén Paz.